# Lahidsch
Lahidsch (arabisch لحج, DMG Laḥiǧ) oder auch al-Hawtah (الحوطة, DMG al-Ḥauṭa) ist eine jemenitische Stadt, die zwischen Taizz und dem nahe gelegenen Aden im gleichnamigen Gouvernement liegt. 1994 hatte die Stadt etwa 19.000 Einwohner. 2003 waren es nach Berechnungen über 27.000. Lahidsch war die Hauptstadt der Sultane von Lahidsch.
Die Stadt wurde in der Zeit zwischen dem 18. und 20. Jahrhundert von der Familiendynastie der Al-Abdali und den Familien Al-Sallami, Al-Ramada, Al-Sindi and al-Aqrabi, die auf den islamischen Propheten Mohammed zurückgehen (Ahl al-bait), regiert.
Die Region im Hinterland von Aden blieb lange unentdeckt, verstärkt dadurch, dass 1907 ein Projekt scheiterte, den geplanten Bau einer Eisenbahn von Aden über Lahidsch nach Dhala und Sanaa zu verwirklichen.